# ویلیام فرانسیس گری سون
 ویلیام فرانسیس گری اسوان (انگلیسی: William Francis Gray Swann؛ زاده ۱۸۸۴ درگذشته ۱۹۶۲) یک فیزیک‌دان اهل ایالات متحده آمریکا بود.